# Політична еволюція
Політична еволюція — процес поступових змін політичної сфери суспільства, змістом яких є ускладнення, диференціація, підвищення рівня організації (прогрес) або ж спрощення, зниження системної структури (регрес).